# Nisaetus cirrhatus
L'aquila dal ciuffo variabile (Nisaetus cirrhatus (J. F. Gmelin, 1788)) è un uccello rapace della famiglia degli Accipitridi diffuso in una vasta area del Sud-est asiatico.

## Descrizione

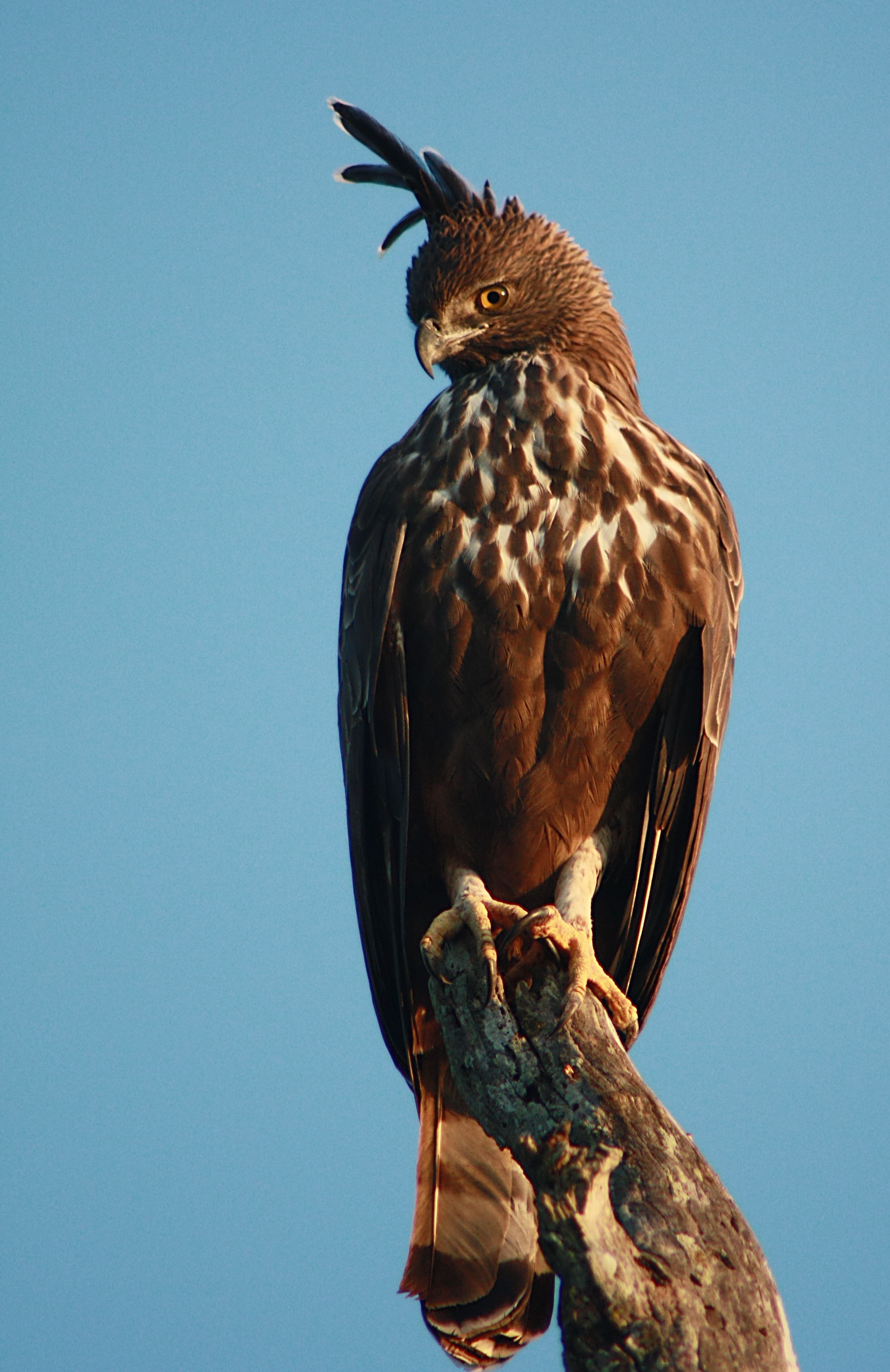
Esemplare nel parco nazionale di Bandipur.

### Dimensioni
Misura 51-82 cm di lunghezza, per un peso di 1300-1900 g; l'apertura alare è di 100-160 cm.

### Aspetto
La razza nominale dell'aquila dal ciuffo variabile ha una testa rossiccia striata di nero e sormontata da una lunga cresta nera formata da quattro piume. Il resto delle parti superiori è marrone, mentre le copritrici alari sono generalmente più chiare. La coda è marrone chiaro con una larga banda subterminale e tre o quattro strette barre di colore marrone scuro. Le piume marroni delle ali hanno larghe terminazioni nere e presentano quattro o cinque barre scure. Le parti inferiori sono biancastre. La gola e il mento sono striati di nero, mentre il petto e i fianchi sono striati di marrone scuro. La parte posteriore dei fianchi è di colore camoscio. Le cosce e le copritrici sotto-caudali sono finemente striate di bianco. Gli occhi e le zampe sono gialli, la cera è giallo-verdastra.
L'aquila dal ciuffo variabile presenta una sagoma slanciata e longilinea, impressione rinforzata dalla lunga coda. Le sue parti inferiori chiare abbondantemente striate di marrone la rendono quasi inconfondibile. I sessi sono identici, ma la femmina è di dimensioni maggiori. I giovani hanno la testa bianca leggermente sfumata di camoscio. Le loro ali sono bordate per la maggior parte di colore chiaro. Le loro parti inferiori biancastre sono variamente macchiate di marrone sul petto. Le differenti sottospecie variano tra loro per il colore del loro piumaggio e per le loro dimensioni. Le razze delle Andamane (56 cm) e di Simeulue (62 cm) sono sostanzialmente più piccole, mentre la sottospecie limnaeetus (60-72 cm) è di gran lunga la più grande. Due sottospecie (cirrhatus e ceylanensis) hanno una cresta ben sviluppata, mentre nelle altre tre (limnaeetus, andamanensis e vanheurni) essa è assente o molto ridotta. In alcune sottospecie possiamo trovare due forme diverse, una fase chiara e una fase scura. In generale, le sottospecie insulari non presentano mai la fase scura, dal piumaggio bruno-cioccolato.

### Voce
Il grido dell'aquila dal ciuffo variabile è un kleee-klee-ek risonante e rumoroso che l'uccello emette sia quando è posato che quando è in volo. Può anche emettere un ki-ki-ki-ki-ki-ki-keeee veloce, piuttosto discreto e breve all'inizio, ma che cresce gradualmente per terminare in un urlo.

### Ciuffo
È chiamata così per via del suo caratteristico ciuffo di piume sulla testa, che può apparire e scomparire a seconda della sua attività o del suo stato emotivo. Questo ciuffo non è sempre visibile, ma si erge quando l'aquila è eccitata, spaventata o in fase di corteggiamento. La variabilità del ciuffo è legata alla sua espressione comportamentale.
Il ciuffo di piume non è sempre eretto, ma si manifesta in momenti specifici, rendendone la presenza o l'assenza una caratteristica variabile ad esempio la ricerca di un partner o la difesa del territorio.

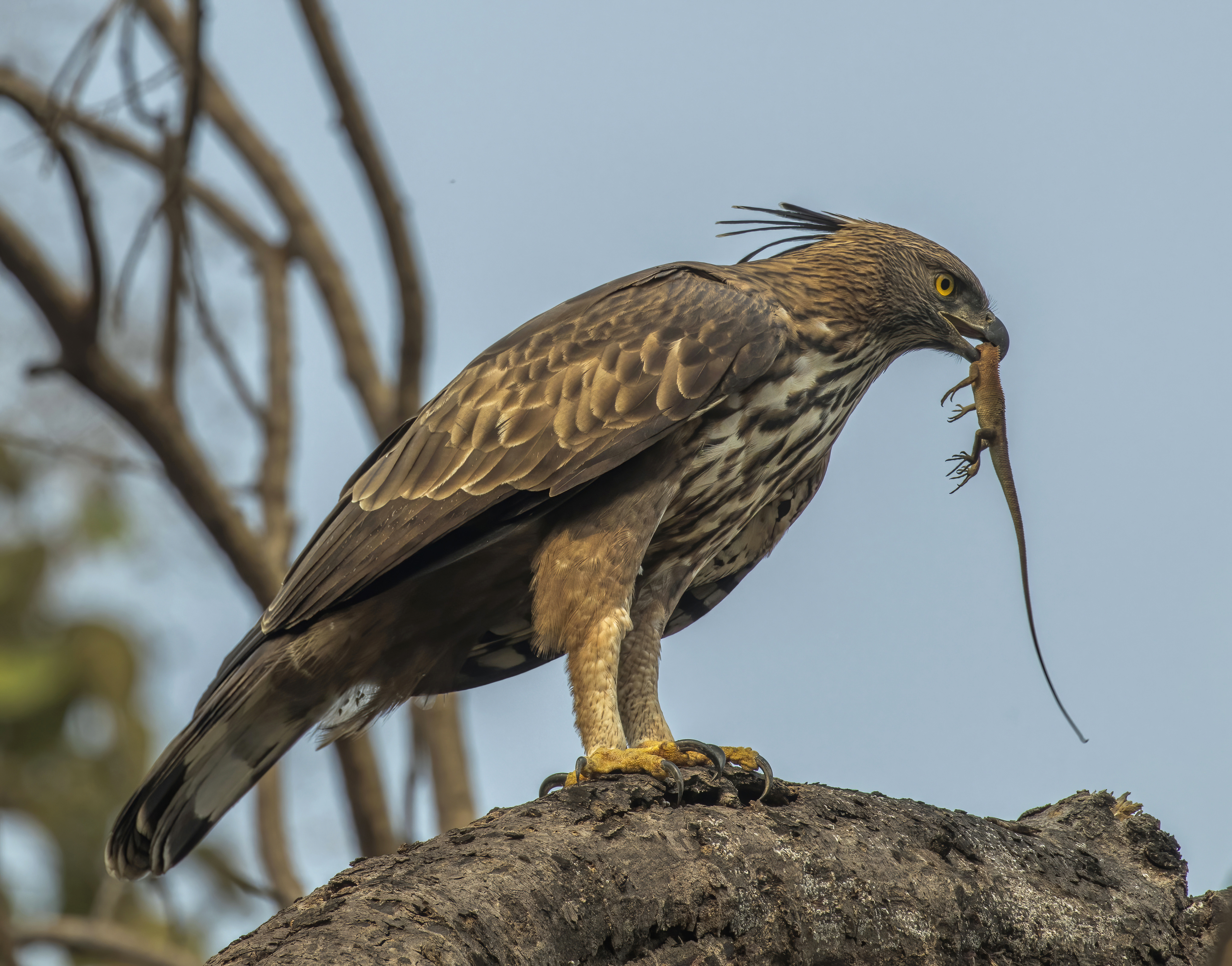
Un N. c. cirrhatus con una lucertola nel parco nazionale di Satpura (Madhya Pradesh).

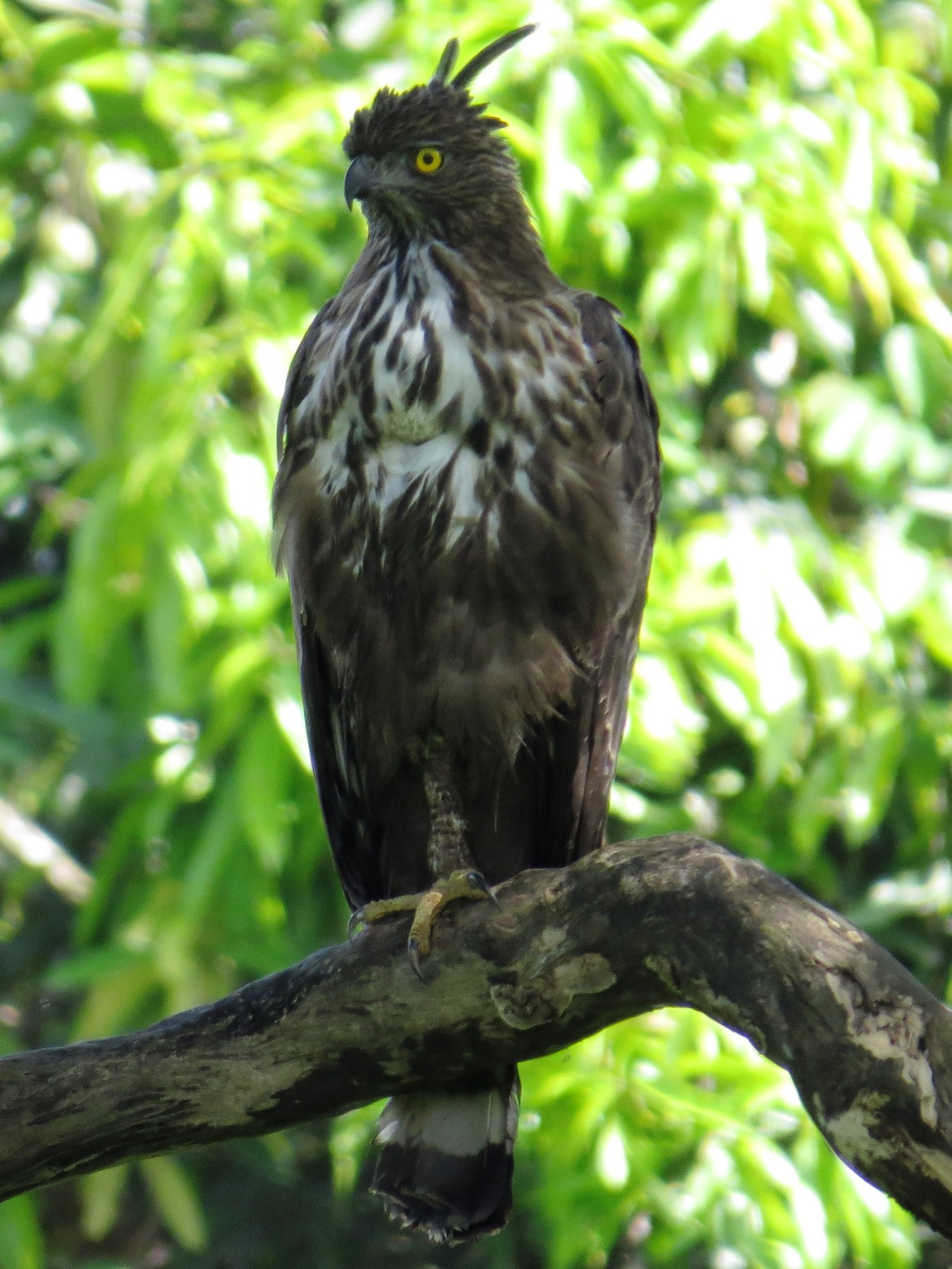
Esemplare a Mayannur (Kerala).

## Biologia
L'aquila dal ciuffo variabile vive generalmente da sola o in coppia. È un uccello piuttosto timido, nonostante sia possibile avvicinarlo a breve distanza quando risiede all'interno o nei pressi di un villaggio. Non appena viene disturbato, si affretta a volare all'interno della copertura vegetale per trovarvi riparo. Questo rapace caccia all'attesa a partire da un posatoio che utilizza regolarmente, giorno dopo giorno. La sua tecnica di caccia è molto semplice: aspetta pazientemente tenendosi ben diritto su un ramo e non appena una preda si avventura fuori dal suo rifugio si lascia cadere a terra e la cattura con i suoi artigli. La maggior parte delle prede vengono catturate a terra, ma alcuni uccelli vengono afferrati tra gli alberi. L'aquila dal ciuffo variabile plana spesso al di sopra del suo territorio, ma è probabile che trascorra ancora più tempo sul suo posatoio ai margini di una radura. Anche se è piuttosto sedentaria e ami utilizzare frequentemente lo stesso posto, quando va caccia l'aquila dal ciuffo variabile cambia talvolta osservatorio per localizzare le sue vittime. In questo caso, si sposta da un posatoio all'altro con vigorosi battiti delle ali.

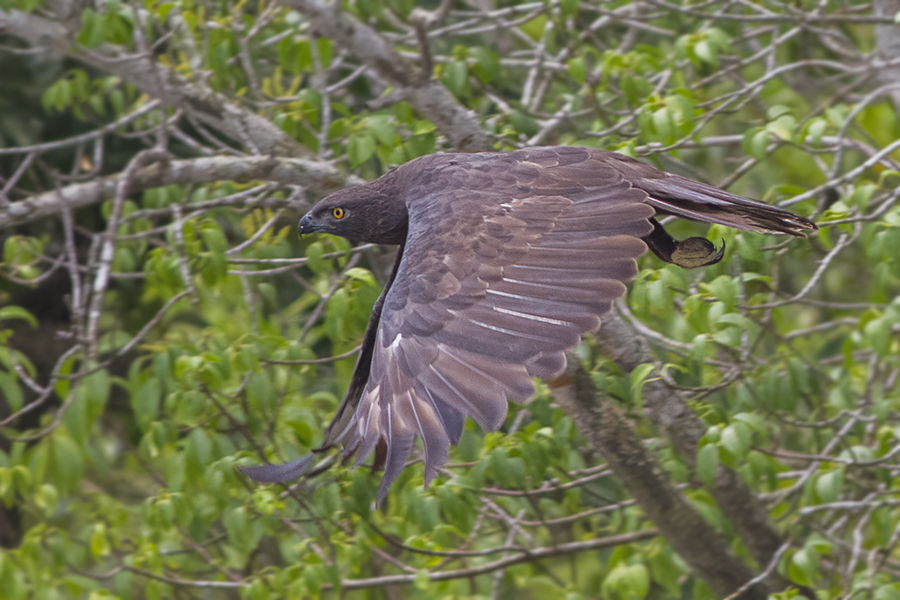
Una rara forma scura priva di cresta nel parco nazionale dei Sunderbans (Bengala Occidentale).

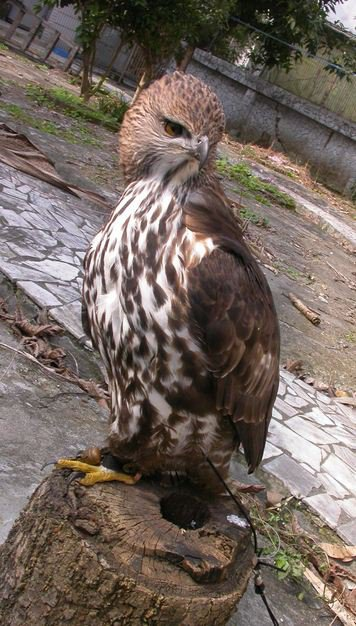
Un adulto in cattività.

### Volo
Quando plana al di sopra del suo territorio, le sue ali sono parallele e tenute orizzontali durante il volo, caratteristica che permette di distinguere questa specie dall'aquila dal ciuffo di Hodgson (Nisaetus nipalensis), che ha un aspetto molto simile al suo.

### Riproduzione
Nelle aquile dal ciuffo variabili la parata nuziale è appena abbozzata e si limita spesso a pochi voli planati accompagnati da urla al di sopra della zona di nidificazione. Non necessariamente la riproduzione avviene tutti gli anni. Nella parte settentrionale dell'areale, essa ha luogo durante la stagione secca e fredda (da dicembre ad aprile). Nelle zone di foresta tropicale, la stagione è più variabile. Le coppie possiedono di solito un solo nido che può essere riutilizzato per diversi anni successivi. Quest'ultima è una struttura voluminosa realizzata con pezzi di legno. L'interno è foderato con foglie verdi. Misura circa 1,05 metri di diametro e 1,20 m di profondità. Il nido dell'aquila dal ciuffo variabile viene costruito a circa 12 metri dal suolo su un grande albero, spesso situato vicino a un corso d'acqua. Entrambi gli adulti partecipano alla scelta del sito e alla costruzione della struttura. La covata comprende un singolo uovo, di colore bianco opaco, con alcune macchie rosso chiaro sparse sulla parte più larga del guscio. Alcune uova sono spesso prive di segni. L'incubazione è effettuata dalla sola femmina.

## Distribuzione e habitat
A seconda della regione, questa specie frequenta habitat non del tutto simili tra loro. La sottospecie nominale frequenta le zone boschive aperte, le savane alberate, i terreni coltivati e i margini dei villaggi fino a 1500 m. Gli esemplari della sottospecie limnaeetus che abitano nella parte settentrionale del subcontinente indiano apprezzano in particolar modo i contrafforti boschivi delle montagne e le foreste umide fino a 2200 m. Le sottospecie che vivono nelle isole, in particolare le popolazioni malesi e indonesiane, sono uccelli forestali per eccellenza. Si trovano principalmente nelle fitte foreste pluviali, anche se a volte frequentano anche le zone aperte e persino le risaie.
L'aquila dal ciuffo variabile è endemica del continente asiatico. Si riproduce in India, nello Sri Lanka e nel Sud-est asiatico, fino all'Indonesia e alle Filippine.

## Tassonomia
Ne vengono riconosciute cinque sottospecie, due continentali e tre insulari:
- N. c. cirrhatus (J. F. Gmelin, 1788), presente in India a sud del Rajasthan e della pianura gangetica;
- N. c. ceylanensis (J. F. Gmelin, 1788), endemica dello Sri Lanka;
- N. c. andamanensis (Tytler, 1865), endemica delle isole Andamane;
- N. c. limnaeetus (Horsfield, 1821), diffusa in India settentrionale, in Nepal, in Bangladesh, in Birmania, in Indocina, nella penisola malese, nelle Grandi Isole della Sonda e nelle isole occidentali e sud-orientali delle Filippine (Palawan, Mindoro, Mindanao);
- N. c. vanheurni (Junge, 1936), endemica di Simeulue (un'isola a ovest di Sumatra).

## Conservazione
Sebbene sia una specie protetta, l'aquila dal ciuffo variabile a volte cade vittima della caccia illegale e del bracconaggio. Inoltre, soffre anche a causa della distruzione o del degrado del suo habitat. Ciononostante, la specie non sembra, almeno per il momento, minacciata, tanto che è ancora classificata come «a rischio minimo» (Least Concern) dalla IUCN.